# Lee Goldberg
Lee Goldberg – amerykański scenarzysta, pisarz i producent telewizyjny.

## Życiorys
Napisał scenariusze m.in. niektórych odcinków popularnych seriali telewizyjnych: Murphy’s Law, Diagnoza morderstwo i Detektyw Monk.
Dwukrotnie był nominowany do Nagrody im. Edgara Allana Poego, przyznawanej najwybitniejszym autorom powieści kryminalnych.

## Powieści przełożone na język polski (wybór)[3]
- 2006: Detektyw Monk i straż pożarna, tom 1
- 2007: Detektyw Monk jedzie na Hawaje, tom 2
- 2007: Detektyw Monk i strajk policji, tom 3